# 宝石山

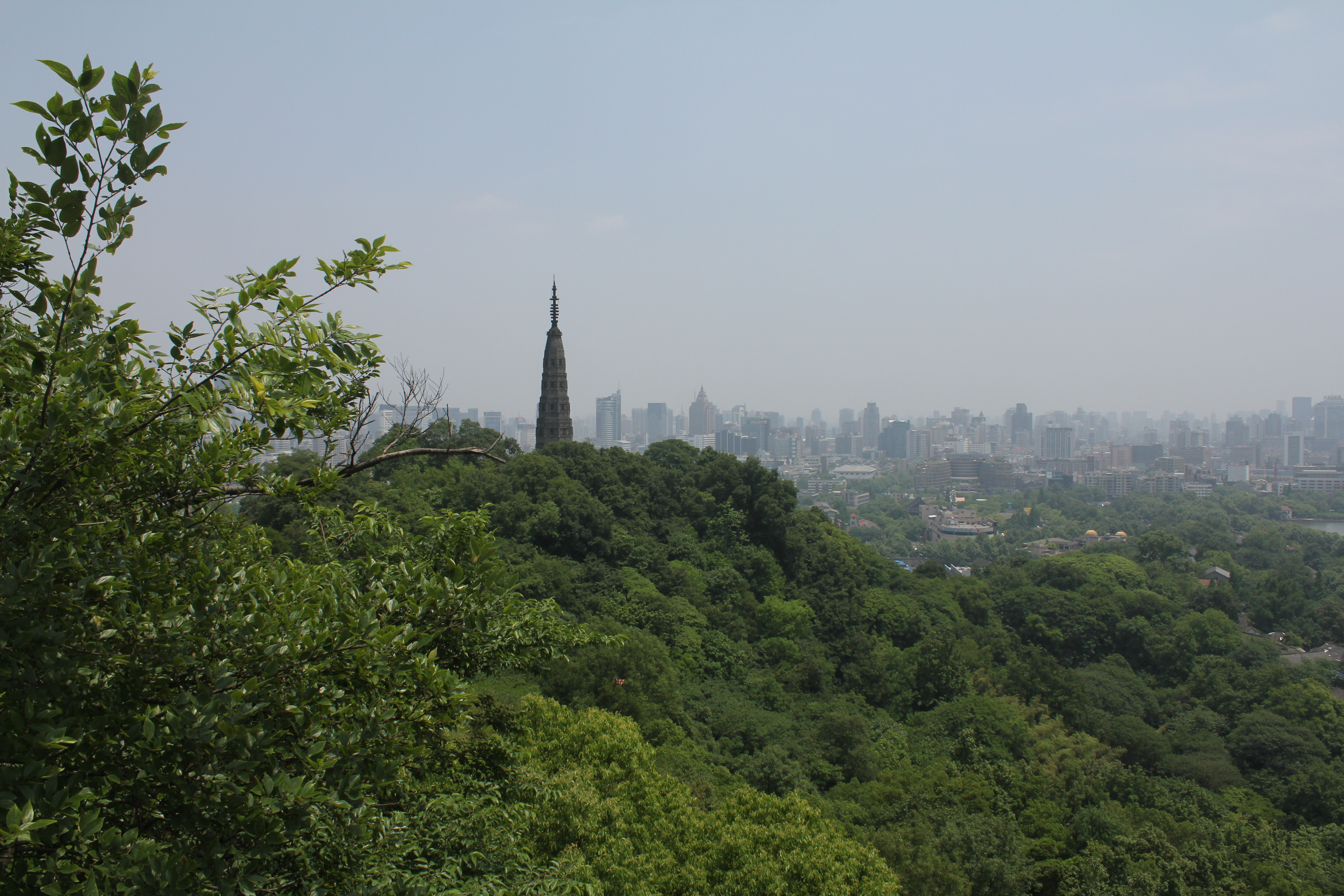
从宝石山上眺望保俶塔与杭州城

宝石山是杭州西湖北侧的一座小山，南临西湖，东、北两面都是繁华市区，西面是葛岭，是观看西湖美景的佳处。宝石山山高二百米，山体属火成岩中的流纹岩和凝灰岩，含氧化铁，因而山岩呈赭红色，尤其在当清晨朝阳升起或傍晚落日西下时，更为明显，因而被称为宝石山，“宝石流霞”也被列为新西湖十景之一。宝石山山顶建有造型独特的古塔保俶塔，是西湖风景区的标志之一。
- 寶石山、保俶塔
- 從白堤遠望寶石山、保俶塔及杭州市區
- 万历浙江巡抚张文熙“东南一柱”摩崖，以及同时所刻“节用爱人，视民如伤”